# Agnis Johansdotter
Agnis Johansdotter, även kallad ”Göstas Finska” eller Giöstas-finskan, är känd som en av de åtalade i häxprocessen i Katarina under det stora oväsendet.
Agnis Johansdotter var från Finland och gift med daglönaren Sigfrid Matsson i Stockholm. 
Margareta Matsdotter angav sig själv för häxeri den 24 april 1676, samma dag som domen över Britta Sippel och Anna Månsdotter föll. Hon angav samtidigt även sin förra arbetsgivare Agnis Johansdotter, för att ha lärt upp henne till att bli häxa. Då hon vittnade mot Agnis i rätten sade hon till denna: ”I skulle ha givit mig bättre mat.”
Margareta uppgav att Agnis hade lärt henne mjölka drabanten Myras kor, och att göra plåtar som hon förvarat i en skreva på Galgberget, och att Agnis hade satt  en kniv i en vägg eller i sitt eget bröst, och mjölkat tills det kom blod. Enligt beslut av hovrätten utsattes Agnis för tortyr, men vägrade trots det att bekänna. Hennes make vittnade till hennes förmån. 
Agnis Johansdotter satt fortfarande i fängelse när hela häxprocessen upplöstes då barnvittnena i september belades med lögn och hela häxprocessen avbröts. De som satt fängslade frigavs, bland dem Agnis Johansdotter.